# .so
.so es el dominio de nivel superior geográfico (ccTLD) para Somalia.